# Крейцер, Родольф
Родольф Крейцер (фр. Rodolphe Kreutzer; 16 ноября 1766, Версаль — 6 января 1831, Женева) — французский скрипач, композитор и дирижёр, представитель так называемой парижской скрипичной школы.

## Биография
Родольф Крейцер родился 16 ноября 1766 года Версале. Немец по происхождению. Первые уроки музыки получил у отца, затем учился у Антона Стамица.
С 1802 года Крейцер занимал должность камер-виртуоза при дворе Наполеона I, затем, с 1815, при Людовике XVIII. Со дня основания Парижской консерватории (1795) и до 1826 года Крейцер был профессором этого заведения. Вместе с Пьером Роде и Пьером Байо Крейцер создал классическую методику преподавания игры на скрипке. Среди его многочисленных учеников были, в частности, его младший брат Август и Луи Шлёссер и Тольбек.
Родольф Крейцер умер 6 января 1831 года в городе Женеве.
Наследие Крейцера включает 19 скрипичных концертов, 40 опер и другие произведения, но наиболее известным оказался сборник этюдов (42 études ou caprices, 1796), до сих пор используемый в качестве учебного пособия.
Крейцеру посвящена так называемая Крейцерова соната Бетховена, однако Крейцер её никогда не исполнял.

## Произведения

### Оперы
- «Поль и Виргиния» (1791 или 1800)
- «Смерть Авеля» (1823)

### Балеты
- «Клари» (1820, балетмейстер Луи Милон)